# رابرت آرمایو
رابرت آرمایو (انگلیسی: Robert Aramayo؛ زادهٔ ۷ نوامبر ۱۹۹۲) بازیگر اهل انگلستان است.
از فیلم‌ها یا برنامه‌های تلویزیونی که وی در آن نقش داشته است، می‌توان به حیوانات شب‌زی، گمشده در فلورانس و بازی تاج‌وتخت اشاره کرد. او در سال ۲۰۲۲ الروند را در مجموعهٔ تلویزیونی فانتزی ارباب حلقه‌ها: حلقه‌های قدرت به تصویر کشید.